# Popigai (Fluss)
Der Popigai (russisch Попигай) ist ein etwa 532 km langer, rechter bzw. östlicher Nebenfluss der zur Laptewsee (Nordpolarmeer) strömenden Chatanga im Nordosten der Region Krasnojarsk sowie im Nordteil von Sibirien und Russland (Asien).

## Verlauf
Der Popigai entsteht etwa 480 km nördlich des nördlichen Polarkreises im Nordosten des Anabarplateaus, dem Nordteil des Mittelsibirischen Berglands. Im Nordosten der Region Krasnojarsk entfließt er dem auf rund 485 m Höhe gelegenen Tschonno-Kjujole-See. Die Grenze zur benachbarten Republik Sacha (Jakutien) liegt minimal zirka 3 km südsüdöstlich dieses Sees.
Der Popigai verläuft ausschließlich in der Region Krasnojarsk. In seinem anfangs engen Tal mit vielen Stromschnellen fließt er nahe der östlich befindlichen Grenze zu Sacha in nordöstlicher Richtung. Später verläuft er überwiegend nordwestwärts. In dieser Richtung durchfließt er den Popigai-Krater, ein Einschlagkrater mit etwa 100 km Durchmesser, der zirka 35 Millionen Jahre (Eozän) alt ist und seinen Namen vom Popigai hat. In diesem Abschnitt mäandriert der Fluss stark und erreicht bald darauf das Nordsibirische Tiefland, welches er in seinem nun weiten, flachen und sumpfigen Tal durchfließt.
Im mündungsnahen Unterlauf bildet der Popigai zwei bis drei inselreiche Flussarme, die sich mehrmals wieder vereinen und nahe der 0,1-m-Höhenmarke (⊙) in die von Süden kommende Chatanga münden, wobei Letztere direkt unterhalb der Popigai-Mündung rund 10 km breit ist und etwa 28 km weiter nördlich in den zur Laptewsee gehörenden Chatangagolf über geht.

## Zuflüsse und Ortschaften
Zu den Zuflüssen des Popigai gehören (flussabwärts betrachtet): Tschordy-Daldyn, Dogoi, Fjodor, Ese-Jurjage, Daldyn, Rassocha, Oberer Fomitsch, Anabarka, Kostramin, Sopotschnaja, Polowinnaja und Untere Fomitsch. Am Popigai liegen keine Ortschaften, aber etwa 18 km südsüdwestlich bzw. oberhalb seiner Mündung befindet sich am Chatanga-Ostufer Noworybnaja.

## Einzugsgebiet, Hydrologie und Hydrographie
Das Einzugsgebiet des Popigai umfasst rund 50.300 km². Oberhalb seines Mündungsdeltas ist der Fluss etwa 500 m breit und über 5 m tief. Der mittlere jährliche Abfluss (MQ) liegt in Mündungsnähe bei 400 m³/s. Die Fließgeschwindigkeit liegt im Mittel bei 0,2 m/s. An der Mündung in den Chatangadolf sind die Flussarme zusammen etwa 5,5 km breit. Auf einer Länge von über 50 Flusskilometern steht der Flussunterlauf unter Einfluss der Gezeiten.

## Klima, Fauna und Eisgang
Der Popigai fließt durch Landschaften aus Frostschuttwüsten und Tundra mit Moosen und Flechten. Die Winter sind lang und extrem kalt, die Sommer kurz und kalt. Der Fluss ist etwa von Ende Oktober bis Juni von Eis bedeckt. Wenn im Sommer der Permafrostboden antaut und Eis und Schnee schmelzen, entstehen oft starke Hochwasser, die der Fluss in den Chatangagolf treibt.

## Infrastruktur
Der Popigai ist im Unterlauf auf über 100 km Länge schiffbar. Da er aber durch fast völlig unbewohntes Gebiet fließt, wird er nicht für die Schifffahrt genutzt. Auch jegliche andere Infrastruktur fehlt.